# نشانه لادین
نشانهٔ لادین (انگلیسی: Ladin's sign) یکی از نشانه‌های بالینی بارداری است که طی آن نرم‌شدگی بخش جلویی رحم در محل اتصالش به دهانه رحم لمس می‌شود. نشانه لادین با معاینه دستی در حدود ۶ هفته بارداری قابل تشخیص است. نشانه لادین اغلب در اولین معاینه لگنی زن که مشکوک به بارداری است وجود دارد. طول دهانه رحم نیز در بارداری حائز اهمیت است و کوتاه شدن طول آن می‌تواند شانس زایمان زودرس را افزایش دهد زیرا این کوتاه شدن به‌طور طبیعی در ابتدای زایمان رخ می‌دهد. دهانه رحم از زمان لقاح نرم می‌شود و نشانهٔ لادین همراه با سایر نشانه‌های اوایل بارداری، می‌تواند به پزشکان در تأیید تشخیص بارداری کمک کند.
نرم شدن غیرطبیعی دهانه رحم نیز می‌تواند در بارداری اتفاق بیفتد، بنابراین آزمایش برای ناهنجاری‌های نرم شدن دهانه رحم، از جمله اندازه‌گیری سرعت محض امواج رحمی، می‌تواند به عنوان روشی برای تشخیص نرم شدن طبیعی و غیرطبیعی رحم استفاده شود.
این نشانه نامش را از متخصص زنان لیتوانیایی-آمریکایی «لوئیس یولیوس لادین» می‌گیرد.